# Богхед
Богхед (от места англ. Boghead; англ. algal coal) — особый вид ископаемого угля. Водорослевый уголь, сапропелит.
Торбанит (англ. torbanite) — разновидность сапропелевых углей, образовавшихся  главным образом в результате преобразования остатков водорослей.

## Описание
Представляют собой скопления остатков водорослей — таломоальгинит или колоальгинит (> 50 %), распределённых более или менее равномерно в однородной сцементированный массе витринита (колинит, детринит), без минеральных примесей или с тонкодисперсными глинистыми веществами. Богхеды матовые, полуматовые, светлые, тёмно-коричневые на буроугольной стадии, серовато-чёрные на каменноугольной; однородные, монолитные, слом раковистый, очень крепкие, вязкие, зажигаются от спички и горят с запахом жжёной резины. Теплота сгорания горючей массы 33,5—37,7 Мдж/кг.
Богхеды визуально очень похожи на Кеннель, но отличаются от них буроватым цветом и коричневой чертой. Их характерной составной частью является альгинит, которого почти нет в настоящих кеннелях. Существует много переходных форм от Кеннелей к богхедам. Если в Кеннел содержится большое количество водорослей, но не более чем спор, то это указывает на переходный тип. Настоящий богхед почти не содержит споры.
Характеристики богхедов: Wa до 4 %; Ad — 5-30 %; Vdaf 70-93 %; Hdaf — 8-12 %; Qset = 20,3-25,1 кДж, выход первичного дегтя 50-70 %.
Богхеды залегают среди гумусового угля в виде прослоек небольшой ширины: 20-25 см (например Подмосковный бассейн) и редко в виде самостоятельных пластов толщиной до 2 м (Иркутский бассейн). Известные месторождения в Шотландии, Франции, Австралии, Бразилии, США (Пенсильвания, Аляска), Украине (Львовско-Волынский бассейн, редко встречаются в Донбассе).